# Sancho d'Alburquerque
Sancho Alfonso di Castiglia, Sancho anche in spagnolo, in aragonese, in portoghese e in galiziano, Sanç, in  catalano e Antso in basco (Siviglia, 1342 – Burgos, 19 febbraio 1374), fu Infante di Castiglia e 1º conte  di Alburquerque.

## Origine
Era figlio illegittimo del re di Castiglia e León Alfonso XI e della di lui amante Eleonora di Guzmán

## Biografia
Partecipò alla rivolta dei nobili castigliani contro le norme dispotiche del re di Castiglia e León, il proprio fratellastro Pietro I il Crudele e nella guerra civile che ne seguì fu un sostenitore del proprio fratello, Enrico di Trastamara, contro Pietro I.
Enrico, nell'aprile del 1366, infatti, lo creò Conte di Alburquerque, Signore di Ledesma, Alba de Liste, Medellín, Tiedra e Montalbán.
Dopo la morte del fratello, Tello di Castiglia, nel 1370, gli succedette, per circa un anno, come alfiere maggiore dell'altro fratello, Enrico II di Trastamara, re di Castiglia.
Nel marzo del 1373, in base al Trattato di Santarem, imposto da suo fratello Enrico II al re del Portogallo, Ferdinando I, in cui, quest'ultimo, oltre a espellere dal Portogallo tutti gli ex sostenitori di Pietro I il Crudele, doveva rompere l'alleanza con l'Inghilterra e, come garanzia, cedere alla Castiglia sei città portoghesi e approvare il fidanzamento di Sancho con la sorellastra di Ferdinando, Beatrice del Portogallo (1347-1381), figlia illegittima del re del Portogallo e dell'Algarve, Pietro I e della galiziana, Inés de Castro, che poi si erano sposati, nel 1354..
Il matrimonio fu celebrato nello stesso mese di marzo del 1373.
Sancho morì nemmeno un anno dopo.

## Discendenza
Sancho da Beatrice ebbe due figli e una figlia illegittima da un'amante di cui non si conosce né il nome né gli ascendenti.
- da Beatrice ebbe:
  - Don Fernando Sánchez (1373 – 1385), 2º conte di Alburquerque, che morì alla Battaglia di Aljubarrota
  - Eleonora d'Alburquerque (1374 – 1435), che sposò il re Ferdinando I di Aragona.

- dall'amante ebbe:
  - Eleonora Sánchez di Castiglia (prima del 1373 - Toro, ?), che sposò il duca di Benavente, Federico di Castiglia, figlio illegittimo di suo zio il re di Castiglia, Enrico II di Trastamara.

## Ascendenza
|                            |                        |                                                        | Genitori                                                                  |  |  | Nonni |  |  | Bisnonni               |  |  | Trisnonni              |  |
|                            |                        |                                                        |                                                                           |  |  |       |  |  | Sancho IV di Castiglia |  |  | Alfonso X di Castiglia |  |
|                            |                        |                                                        |                                                                           |  |  |       |  |  | Sancho IV di Castiglia |  |  | Alfonso X di Castiglia |  |
|                            |                        | Violante d'Aragona                                     |                                                                           |  |  |       |  |  | Sancho IV di Castiglia |  |  |                        |  |
| Ferdinando IV di Castiglia |                        |                                                        |                                                                           |  |  |       |  |  | Sancho IV di Castiglia |  |  |                        |  |
|                            |                        | Maria di Molina                                        | Alfonso di Molina                                                         |  |  |       |  |  |                        |  |  |                        |  |
|                            |                        | Maria di Molina                                        | Alfonso di Molina                                                         |  |  |       |  |  |                        |  |  |                        |  |
|                            |                        | Maria di Molina                                        | Mayor Alonso de Meneses                                                   |  |  |       |  |  |                        |  |  |                        |  |
| Alfonso XI di Castiglia    |                        | Maria di Molina                                        |                                                                           |  |  |       |  |  |                        |  |  |                        |  |
|                            |                        | Dionigi del Portogallo                                 | Alfonso III del Portogallo                                                |  |  |       |  |  |                        |  |  |                        |  |
|                            |                        | Dionigi del Portogallo                                 | Alfonso III del Portogallo                                                |  |  |       |  |  |                        |  |  |                        |  |
|                            |                        | Dionigi del Portogallo                                 | Beatrice di Castiglia e Guzmán                                            |  |  |       |  |  |                        |  |  |                        |  |
| Costanza del Portogallo    |                        | Dionigi del Portogallo                                 |                                                                           |  |  |       |  |  |                        |  |  |                        |  |
|                            |                        | Isabella d'Aragona                                     | Pietro III d'Aragona                                                      |  |  |       |  |  |                        |  |  |                        |  |
|                            |                        | Isabella d'Aragona                                     | Pietro III d'Aragona                                                      |  |  |       |  |  |                        |  |  |                        |  |
|                            |                        | Isabella d'Aragona                                     | Costanza di Hohenstaufen                                                  |  |  |       |  |  |                        |  |  |                        |  |
| Sancho d'Albuquerque       |                        | Isabella d'Aragona                                     |                                                                           |  |  |       |  |  |                        |  |  |                        |  |
|                            | Álvaro Perez de Guzman | Pedro Nuñez de Guzman, Signore Derruña and San Romano  |                                                                           |  |  |       |  |  |                        |  |  |                        |  |
|                            | Álvaro Perez de Guzman | Pedro Nuñez de Guzman, Signore Derruña and San Romano  |                                                                           |  |  |       |  |  |                        |  |  |                        |  |
|                            | Álvaro Perez de Guzman | Teresa Rodriguez Brizuela                              |                                                                           |  |  |       |  |  |                        |  |  |                        |  |
| Pedro Núñez de Guzmán      | Álvaro Perez de Guzman |                                                        |                                                                           |  |  |       |  |  |                        |  |  |                        |  |
|                            |                        | Maria Giron                                            | Gonzalo Rodriguez Giron                                                   |  |  |       |  |  |                        |  |  |                        |  |
|                            |                        | Maria Giron                                            | Gonzalo Rodriguez Giron                                                   |  |  |       |  |  |                        |  |  |                        |  |
|                            |                        | Maria Giron                                            | Elvira Diaz de Castañeda                                                  |  |  |       |  |  |                        |  |  |                        |  |
| Eleonora di Guzmán         |                        | Maria Giron                                            |                                                                           |  |  |       |  |  |                        |  |  |                        |  |
|                            |                        | Fernán Pérez Ponce de León, Signore Cangas e la Puebla | Pedro Ponce de Cabrera                                                    |  |  |       |  |  |                        |  |  |                        |  |
|                            |                        | Fernán Pérez Ponce de León, Signore Cangas e la Puebla | Pedro Ponce de Cabrera                                                    |  |  |       |  |  |                        |  |  |                        |  |
|                            |                        | Fernán Pérez Ponce de León, Signore Cangas e la Puebla | Aldonza Alonso de León                                                    |  |  |       |  |  |                        |  |  |                        |  |
| Beatriz Ponce de León      |                        | Fernán Pérez Ponce de León, Signore Cangas e la Puebla |                                                                           |  |  |       |  |  |                        |  |  |                        |  |
|                            |                        | Urraca Gutiérrez de Meneses                            | Gutierre Suarez de Meneses, Signore di la Osa, San Felices and Dosbarrios |  |  |       |  |  |                        |  |  |                        |  |
|                            |                        | Urraca Gutiérrez de Meneses                            | Gutierre Suarez de Meneses, Signore di la Osa, San Felices and Dosbarrios |  |  |       |  |  |                        |  |  |                        |  |
|                            |                        | Urraca Gutiérrez de Meneses                            | Elvira Anes de Sousa                                                      |  |  |       |  |  |                        |  |  |                        |  |
|                            |                        | Urraca Gutiérrez de Meneses                            |                                                                           |  |  |       |  |  |                        |  |  |                        |  |